# Mornans
Mornans is een gemeente in het Franse departement Drôme (regio Auvergne-Rhône-Alpes) en telt 65 inwoners (2009). De plaats maakt deel uit van het arrondissement Die.

## Geografie
De oppervlakte van Mornans bedraagt 11,3 km², de bevolkingsdichtheid is dus 5,8 inwoners per km².

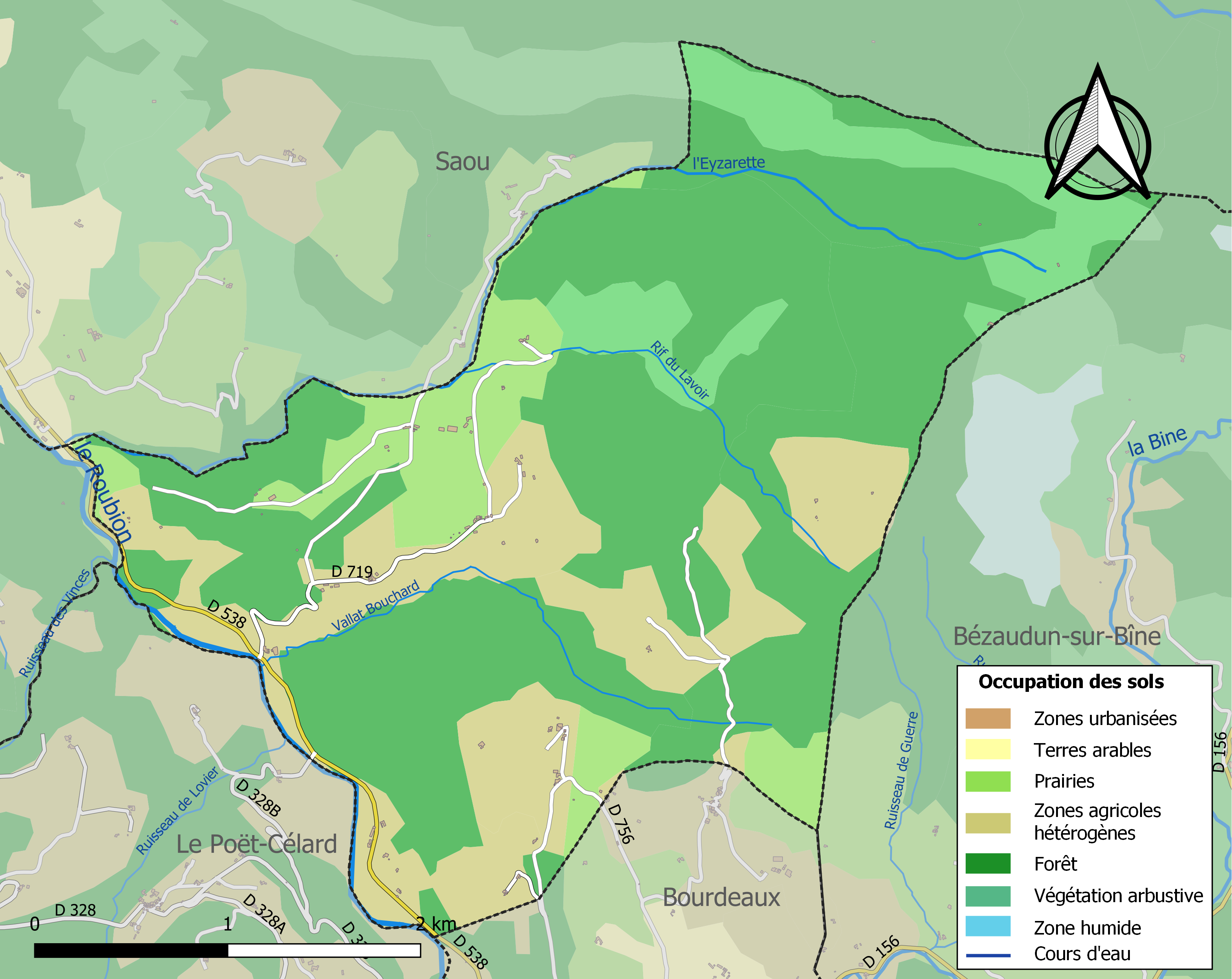
Kaart van de gemeente met belangrijkste infrastructuur, bodemgebruik en omliggende gemeenten

## Demografie
Onderstaande figuur toont het verloop van het inwonertal (bron: INSEE-tellingen).